# Klaksvíkar Ítróttarfelag
Il Klaksvíkar Ítróttarfelag, meglio noto come KÍ Klaksvík, è una società calcistica faroese con sede nella città di Klaksvík. Fu fondata nel 1904 e ha come colori sociali il bianco e il blu. Milita in Formuladeildin, la massima serie del campionato faroese.

## Storia
Il KÍ è stata la prima squadra faroense a prendere parte ad una competizione europea. Avendo vinto il titolo di 1. deild (allora era chiamata così la massima serie) nel 1991, partecipò al turno preliminare di UEFA Champions League 1992-93. Il club venne eliminato dai lettoni dello Skonto Riga (andata: 1-3; ritorno: 3-0).
La squadra prende parte ai preliminari di UEFA Europa League 2018-2019: qui elimina i maltesi del Birkirkara pareggiando 1-1 in trasferta e trionfando 2-1 in casa, ma il cammino si interrompe subito dopo quando vengono sconfitti in casa dallo Zalgiris Vilnius per 2-1 (il ritorno termina con un 1-1). 
L’anno seguente, sempre nel percorso valido per l’Europa League, il club elimina in scioltezza il modesto Tre Fiori segnando ben 9 reti nel complessivo dei match, proseguendo poi eliminando anche i lituani del Riteriai con due pareggi (fondamentale sarà il gol segnato in trasferta); nel secondo turno di qualificazione, comunque, il club incontra il Lucerna che rifila ai faroensi un doppio 1-0 in entrambi i match, estromettendoli dal cammino europeo.
In virtù del successo ottenuto in campionato per la stagione 2019, il Kí prende parte ai preliminari di Champions League 2020-2021. 
Il match del primo turno contro lo Slovan Bratislava, inizialmente previsto per il 19 agosto 2020, è stato rinviato al 21 agosto e poi definitivamente annullato causa contagi di COVID-19 nello spogliatoio della squadra slovacca; la partita è stata vinta 3-0 a tavolino dai faroesi. Nel secondo turno incrocia gli svizzeri dello Young Boys perde 3-1 e retrocede al terzo turno preliminare di Europa League dove incontra i georgiani della Dinamo Tblisi, favoriti alla vigilia. Clamorosamente i padroni di casa vincono per 6-1, accedendo per la prima volta nella storia del calcio faroense all'ultimo turno di un preliminare europeo; tuttavia il sogno Europa League si interrompe proprio all'ultimo, quando gli irlandesi del Dundalk si impongono per 3-1.
Nel primo turno della UEFA Champions League 2022-2023, dopo aver perso l'andata 0-3 contro i norvegesi del Bodo/Glimt sfiora l'impresa al ritorno quando vince 3-1 ma ciò non basta per evitare l'eliminazione. Partecipa alla UEFA Champions League 2023-2024, sconfiggendo al primo turno gli ungheresi del Ferencváros, favoriti alla vigilia ed eliminati con un netto 3-0 nel match di ritorno, dopo il pareggio a reti bianche dell'andata. Al secondo turno i faroensi sfidano gli svedesi dell'Häcken, eliminandoli dopo lo 0-0 dell'andata,imponendosi al ritorno dopo i calci di rigore (3-3 al termine dei tempi supplementari) ed accedendo così al terzo turno preliminare della massima competizione continentale, il che garantisce la certezza di un posto, nella fase a gironi di una coppa europea per la prima volta, sia per il club che per le Fær Øer. Nel terzo turno preliminare sconfiggono per 2-1 i norvegesi del Molde nella gara d’andata, per poi però venire eliminati, perdendo la partita di ritorno, in Norvegia 2-0 dopo i tempi supplementari. Al playoff di Europa League incontrano i moldavi dello Sheriff Tiraspol, pareggiando 1-1 la partita di andata giocata tra le mura amiche e perdendo la partita di ritorno, in Moldavia per 2-1, per cui partecipano alla fase a gironi della Conference League, che terminano all'ultimo posto in classifica conquistando 4 punti.

## Statistiche e record

### Statistiche nelle competizioni UEFA
Tabella aggiornata alla fine della stagione 2024-2025.
| Competizione                             | Partecipazioni | G  | V | N | P  | RF | RS |
| ---------------------------------------- | -------------- | -- | - | - | -- | -- | -- |
| Coppa dei Campioni/UEFA Champions League | 6              | 16 | 5 | 4 | 7  | 18 | 26 |
| Coppa delle Coppe                        | 1              | 2  | 1 | 0 | 1  | 3  | 6  |
| Coppa UEFA/UEFA Europa League            | 10             | 25 | 5 | 7 | 13 | 13 | 30 |
| UEFA Conference League                   | 4              | 14 | 4 | 3 | 7  | 18 | 23 |

## Palmarès

### Competizioni nazionali
- Campionati faroesi: 21

1942, 1945, 1952, 1953, 1954, 1956, 1957, 1958, 1961, 1966, 1967, 1968, 1969, 1970, 1972, 1991, 1999, 2019, 2021, 2022, 2023
- Coppa delle Isole Fær Øer: 6

1966, 1967, 1990, 1994, 1999, 2016
- Supercoppa delle Fær Øer: 3

2020, 2022, 2023

### Altri piazzamenti
- Campionato faroese:

Secondo posto: 2024
Terzo posto: 2020
- Coppa delle Isole Fær Øer:

Semifinalista: 2019

## Organico

### Rosa 2021
| N. |                        | Ruolo | Calciatore                |
| -- | ---------------------- | ----- | ------------------------- |
| 1  | Fær Øer (bandiera)     | P     | Kristian Joensen          |
| 2  | Fær Øer (bandiera)     | D     | David Langgaard           |
| 4  | Serbia (bandiera)      | D     | Deni Pavlović             |
| 5  | Danimarca (bandiera)   | D     | Jesper Brinck             |
| 7  | Fær Øer (bandiera)     | A     | Árni Frederiksberg        |
| 8  | Fær Øer (bandiera)     | C     | Jákup Biskopstø Andreasen |
| 9  | Norvegia (bandiera)    | A     | Torbjørn Grytten          |
| 10 | Fær Øer (bandiera)     | A     | Jóannes Bjartalíð         |
| 11 | Stati Uniti (bandiera) | A     | Darius Lewis              |
| 14 | Fær Øer (bandiera)     | C     | Jonn Johannesen           |
| 15 | Fær Øer (bandiera)     | C     | Aksel Danielsen           |
| 16 | Fær Øer (bandiera)     | P     | Meinhardt Joensen         |

| N. |                       | Ruolo | Calciatore               |
| -- | --------------------- | ----- | ------------------------ |
| 17 | Norvegia (bandiera)   | C     | Magnus Stamnestrø        |
| 18 | Fær Øer (bandiera)    | D     | Ólavur Niclassen         |
| 19 | Fær Øer (bandiera)    | A     | Páll Klettskarð          |
| 20 | Fær Øer (bandiera)    | D     | Börge Petersen           |
| 21 | Montenegro (bandiera) | C     | Boris Došljak            |
| 22 | Serbia (bandiera)     | C     | Semir Hadžibulić         |
| 23 | Fær Øer (bandiera)    | D     | Jóannes Danielsen        |
| 25 | Fær Øer (bandiera)    | C     | Steinbjørn Olsen         |
| 27 | Fær Øer (bandiera)    | D     | Óli Eyðsteinsson Poulsen |
| 32 | Danimarca (bandiera)  | D     | Claes Kronberg           |
| -- | Fær Øer (bandiera)    | D     | Jóhan Waag Högnesen      |
| -- | Fær Øer (bandiera)    | A     | Hjalgrím Elttør          |
| -- | Fær Øer (bandiera)    | C     | Kristoffur Jakobsen      |

### Rosa delle stagioni precedenti
- Stagione 2012-2013
- Stagione 2020